# Eutichurus keyserlingi
Eutichurus keyserlingi är en spindelart som beskrevs av Simon 1897. Eutichurus keyserlingi ingår i släktet Eutichurus och familjen sporrspindlar.
Artens utbredningsområde är Colombia. Inga underarter finns listade i Catalogue of Life.